# Günter Anderl
Günter Anderl, né le 11 janvier 1947 à Vienne et mort le 8 octobre 2015 dans la même ville, est un patineur artistique et entraîneur autrichien. Il est triple champion d'Autriche entre 1969 et 1971.

## Biographie

### Carrière sportive
Günter Anderl est triple champion d'Autriche entre 1969 et 1971.
Il représente son pays à six championnats européens (1966 à Bratislava, 1967 à Ljubljana, 1968 à Västerås, 1969 à Garmisch-Partenkirchen, 1970 à Léningrad et 1971 à Zurich), six mondiaux (1966 à Davos, 1967 à Vienne, 1968 à Genève, 1969 à Colorado Springs, 1970 à Ljubljana et 1971 à Lyon) et deux Jeux olympiques d'hiver (1968 à Grenoble et 1972 à Innsbruck).
Il arrête les compétitions sportives après les Jeux olympiques d'hiver de 1972.

### Reconversion
Günter Anderl termine 6e aux Championnats du monde professionnels de 1979 à Jaca en Espagne. Il s'établit comme entraîneur à Vienne, se concentrant sur les jeunes patineurs. Il a également été l'expert régional en patinage artistique du Sportunion Wien.

## Palmarès
| Compétitions principales | 1966 | 1967 | 1968 | 1969 | 1970 | 1971 | 1972 |  |  |  |  |  |  |  |
| Jeux olympiques d'hiver  |      |      | 23e  |      |      |      | 15e  |  |  |  |  |  |  |  |
| Championnats du monde    | 16e  | 15e  | 18e  | 15e  | 12e  | 12e  |      |  |  |  |  |  |  |  |
| Championnats d'Europe    | 10e  | 11e  | 15e  | 11e  | 8e   | 8e   |      |  |  |  |  |  |  |  |
| Championnats d'Autriche  |      |      |      | 1er  | 1er  | 1er  |      |  |  |  |  |  |  |  |
|                          |      |      |      |      |      |      |      |  |  |  |  |  |  |  |